# Puch
Puch fou una empresa fabricant amb seu a Graz (Estíria, Àustria) que produïa automòbils, bicicletes, ciclomotors i motocicletes. Fundada el 1899, a l'època de l'Imperi Austrohongarès, per l'industrial Johann Puch, era una filial del gran conglomerat empresarial Steyr-Daimler-Puch. El 1987, l'empresa fou adquirida por la italiana Piaggio i actualment forma part del Gruppo Piaggio SpA.

## Història

### Fundació

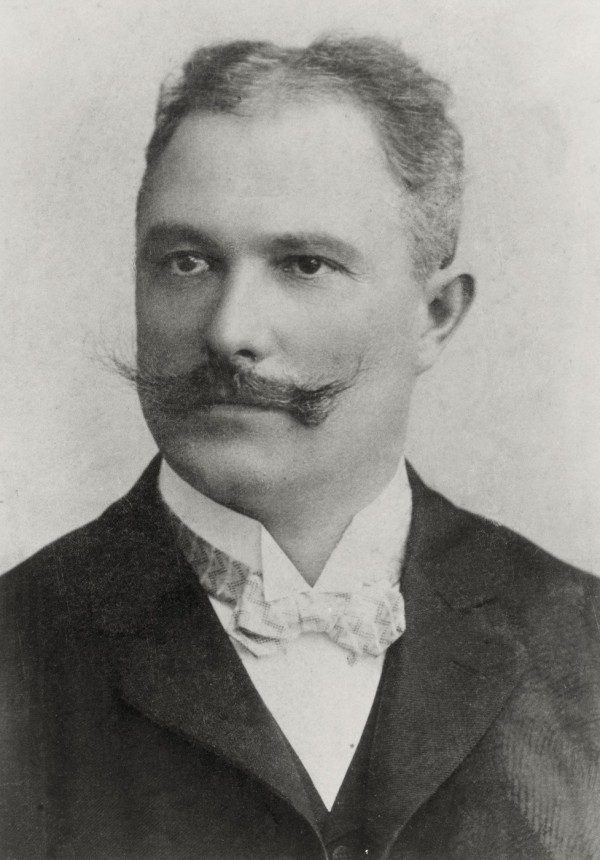
Johann Puch a la dècada del 1890

Des del 1889, Johann Puch (1862-1914) va treballar com a representant dels vehicles Humber i fabricant de les bicicletes de seguretat Styria en un petit taller de Graz. El 1890 va fundar la seva primera empresa, Johann Puch & Comp., la qual donava feina a 34 treballadors. Ciclistes com ara Josef Fischer, guanyador de la primera edició de la París-Roubaix el 1896, van popularitzar les bicicletes Styria, les quals es van exportar a Anglaterra i França. Cap al 1895, Puch ja donava feina a més de 300 treballadors que produïen unes 6.000 bicicletes a l'any.
El 1897, Puch va deixar l'empresa després d'una disputa amb els seus socis comercials. Dos anys més tard, va fundar la "Primera Fàbrica de Bicicletes d'Estíria AG" (Erste Steiermärkische Fahrradfabrik AG) a Graz. L'empresa va reeixir gràcies a la innovació i la manufactura de qualitat, i es va expandir ràpidament amb el pas del temps. Aviat va començar a produir motocicletes i ciclomotors.
La principal planta de producció, més tard anomenada Einser-Werk, es va construir al sud de Graz, al districte de Puntigam. El 1901 s'hi va iniciar la producció de motors i el 1904 la d'automòbils. El 1906 va començar la producció de la Voiturette Puch de dos cilindres i el 1909, un automòbil Puch va batre el rècord mundial de velocitat amb 130,4 km/h. El 1910, Puch va produir sedans per a membres de la família imperial dels Habsburg.
El 1912, Johann Puch es va jubilar i es va convertir en president honorari de la companyia. Aquell any l'empresa donava feina a uns 1.100 treballadors i produïa 16.000 bicicletes i més de 300 motocicletes i cotxes anuals. Els automòbils Puch van tenir èxit al Ral·li dels Alps austríacs (Österreichische Alpenfahrt) i a partir de 1913 es va fabricar a Graz el model de quatre cilindres i 38 CV Type VIII Alpenwagen. Durant la Primera Guerra Mundial, Puch es va convertir en un important proveïdor de vehicles de l'exèrcit austrohongarès.
El distintiu de Puch, a quadres verds i blancs, duu els colors de la bandera de la ciutat de Steyr i és molt similar en concepte a la insígnia de BMW, que duu els colors de la bandera de Baviera.

### Període d'entreguerres

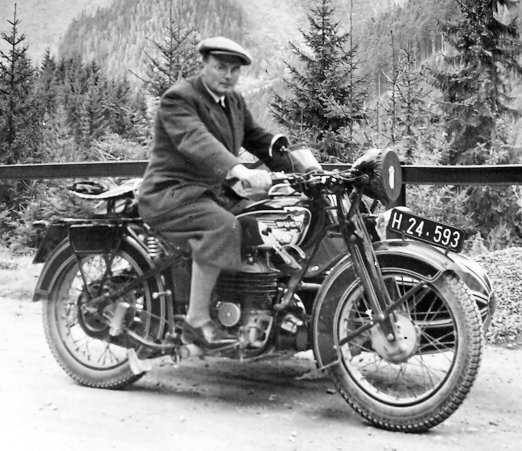
Una Puch 500 VL amb sidecar Felber de 1937

Amb el col·lapse de l'imperi austrohongarès després de la guerra, el mercat d'automòbils es va reduir i la producció se'n va interrompre. Malgrat tot, de nou el 1919, es va desenvolupar el nou Type XII Alpenwagen.
El 1923, els bancs van enviar l'enginyer i representant de FIAT italià Giovanni Marcellino a liquidar la fàbrica Puch de Graz. En comptes d'això, en poques setmanes l'italià s'havia establert a la ciutat per tal de dissenyar i produir una nova versió del motor de pistó doble (split-single). Inspirant-se en els motors industrials de contra-pistó, el nou motor es beneficiava de la respiració millorada de l'original italià, al qual va afegir un temporitzador de port asimètric. El 1931, Puch va guanyar el Gran Premi d'Alemanya amb un motor de pistó doble sobrealimentat, tot i que en els anys posteriors el split-single de DKW foren superiors.
El 1928, la companyia es va fusionar amb Austro-Daimler dins la nova Austro-Daimler-Puchwerke. Aquesta empresa, al seu torn, es va fusionar el 1934 amb Steyr-Werke AG per a formar el conglomerat Steyr-Daimler-Puch.

### Segona Guerra Mundial
Com totes les empreses d'aquesta mena, les plantes de producció de Puch van haver de canviar a la producció d'armes durant la Segona Guerra Mundial. Com que hi havia prou capacitat, el 1941 es va construir i obrir una segona planta a Thondorf, Graz. Dins les tres inicials sales d'actes s'hi produïen vehicles de luxe per al mercat nord-americà. Steyr-Daimler-Puch és una de les empreses conegudes per haver-se beneficiat de treballadors esclaus presoners de Mauthausen-Gusen durant la Segona Guerra Mundial. Operaris esclaus del camp de concentració van ser utilitzats en un sistema altament rendible emprat per 45 empreses d'enginyeria i indústria bèl·lica. Puch va fer construir una fàbrica subterrània al camp d'extermini de Gusen el 1943.

### Postguerra
Durant el període immediatament posterior a la guerra, de finals del 1945 a 1947, la fàbrica va ser requisada i dirigida per la Royal Electrical and Mechanical Engineers (R.E.M.E.) de 'exèrcit britànic, que va utilitzar les instal·lacions i el que quedava de la força de treball per a la reparació i manteniment de vehicles militars britànics i americans. El 1949 es va signar un acord de cooperació amb FIAT a Torí. Entre les dècades del 1950 i mitjans de la del 1970 es va produir un fort augment de la producció de motocicletes, bicicletes i ciclomotors. Tot i que Puch formava part de Steyr-Daimler-Puch, encara fabricava productes amb el seu propi nom, així com per a Steyr-Puch i altres empreses. Puch va abandonar les competicions d'automobilisme a la dècada de 1950 i la producció del split-single va acabar cap al 1970.
Entre altres novetats presentades durant aquells primers anys, cal esmentar dues motocicletes noves, la 125 i la 175 SV (1953), el ciclomotor MS 50 (1954), el qual va tenir molt d'èxit comercial, i el petit cotxe Puch 500 (1957). El 1958 començà la producció dels Haflingers Steyr-Puch, una mena de camionetes tot terreny. Se'n produïren 16.657 unitats en total i s'exportaren a 110 països.
El 1966, el polonès Sobieslaw Zasada guanyà el Campionat d'Europa de ral·lis amb un Puch 650 TR II, un derivat esportiu del Puch 500. Poc després, el 1969, l'empresa llançà el producte amb més èxit de tots, el ciclomotor Puch Maxi, del qual se n'arribaren a produir 1,8 milions d'unitats.

### Dècada del 1970
El 1970 es llançà el vehicle tot terreny Steyr-Puch Pinzgauer. La producció en va continuar fins al 1999 amb més de 24.000 unitats produïdes. El 1973 començà la producció del FIAT 126 amb motor Puch.
Durant la dècada del 1970, Puch aconseguí diversos èxits esportius en les modalitats del motocròs i l'enduro, el major dels quals fou el Campionat del Món de motocròs de 250cc que aconseguí el 1975 Harry Everts, pilot oficial de la marca austríaca. A banda, en aquella època Puch dugué a terme diverses aliances d'empreses i engegà alguns projectes d'abast internacional. El 1970, l'empresa va comprar una participació del 50% del fabricant espanyol de motocicletes i escúters amb seu a Gijón (Astúries) Avello, antic fabricant, entre d'altres, de les MV Agusta sota llicència. Durant els anys següents, la planta va fabricar models amb motors Puch i bastidors originals, i posteriorment va produir models Puch. Amb els anys, malgrat les bones vendes, l'associada espanyola va començar a perdre diners i el 1983 Suzuki els en va comprar el 36% als propietaris espanyols, de manera que l'antiga Puch espanyola es va convertir en una associació Puch-Suzuki. El 1988, Suzuki en va comprar totes les accions pendents i es va convertir en l'únic propietari del fabricant espanyol.
L'estiu de 1978, quan Bultaco tot just començava la crisi que acabaria causant-ne el tancament, Puch es mostrà interessada en adquirir una part o la totalitat de l'empresa catalana, però el projecte no acabà fructificant. Aquell fou un any de rècords per a Puch, amb la producció de més de 270.000 ciclomotors i motocicletes, així com 350.000 bicicletes.
El 1979, després d'una aliança d'empreses amb Mercedes-Benz, Puch produí el Mercedes-Benz de Classe G a Graz.

### Final de l'empresa

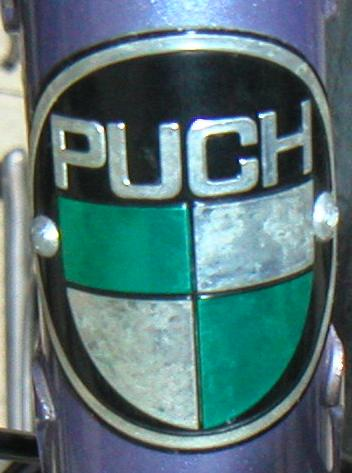
Insígnia de la marca en una bicicleta Puch

El 1981, el fabricant de Wayne (Nova Jersey) Speed Unlimited fabricà una línia de bicicletes BMX anomenada Puch Trak Pro. El 1983, després d'una aliança d'empreses amb Volkswagen, Puch produí el motor del Volkswagen T3 a Graz. Aquell mateix any, l'empresa segellà una altra aliança d'empreses amb FIAT per tal de dissenyar i construir els motors de tracció a les quatre rodes per al FIAT Panda 4x4 Mk1.
A finals de la dècada del 1980, però, Puch fou pràcticament anorreada per la competència. El gran coneixement tècnic que tenia l'empresa sempre va superar la seva gestió del mercat i el seu èxit comercial. El 1987, una reestructuració massiva de la companyia va provocar el final de la producció dels vehicles de dues rodes a Graz i, aquell mateix any, la divisió sencera es va vendre a Piaggio (el fabricant italià de la Vespa), el qual encara produeix motocicletes amb marca Puch.
El 1997, la divisió de bicicletes de Piaggio, que incloïa també la marca Bianchi, es va vendre al grup suec Grimaldi Industri. Puch va passar aleshores a formar part de Cycleurope. El 2011, l'empresari austríac Josef Faber va aconseguir els drets de la marca i el 2012, la línia de bicicletes Cycleurope es fabricaren a França.
Steyr-Puch, muntador de vehicles amb tracció a les quatre rodes i de components, encara existeix al costat de la divisió Piaggio.
L'anomenada "Einserwerk", la primera planta de producció, es va tancar a començaments del segle XXI. La històrica sala d'actes fou declarada monument industrial protegit. Quan Graz es va convertir en Capital Europea de la Cultura el 2003, es va obrir un museu Puch en una de les antigues sales d'actes.
Quan la producció va cessar a Àustria, Puch va vendre tota la línia de producció de la Puch Maxi Plus a Hero Motors. El producte resultant, l'Hero Puch, va tenir molt d'èxit de vendes a l'Índia des del 1988 fins a finals del 2003, quan se'n va aturar la producció.

## Producció

### Puch "Twingle"

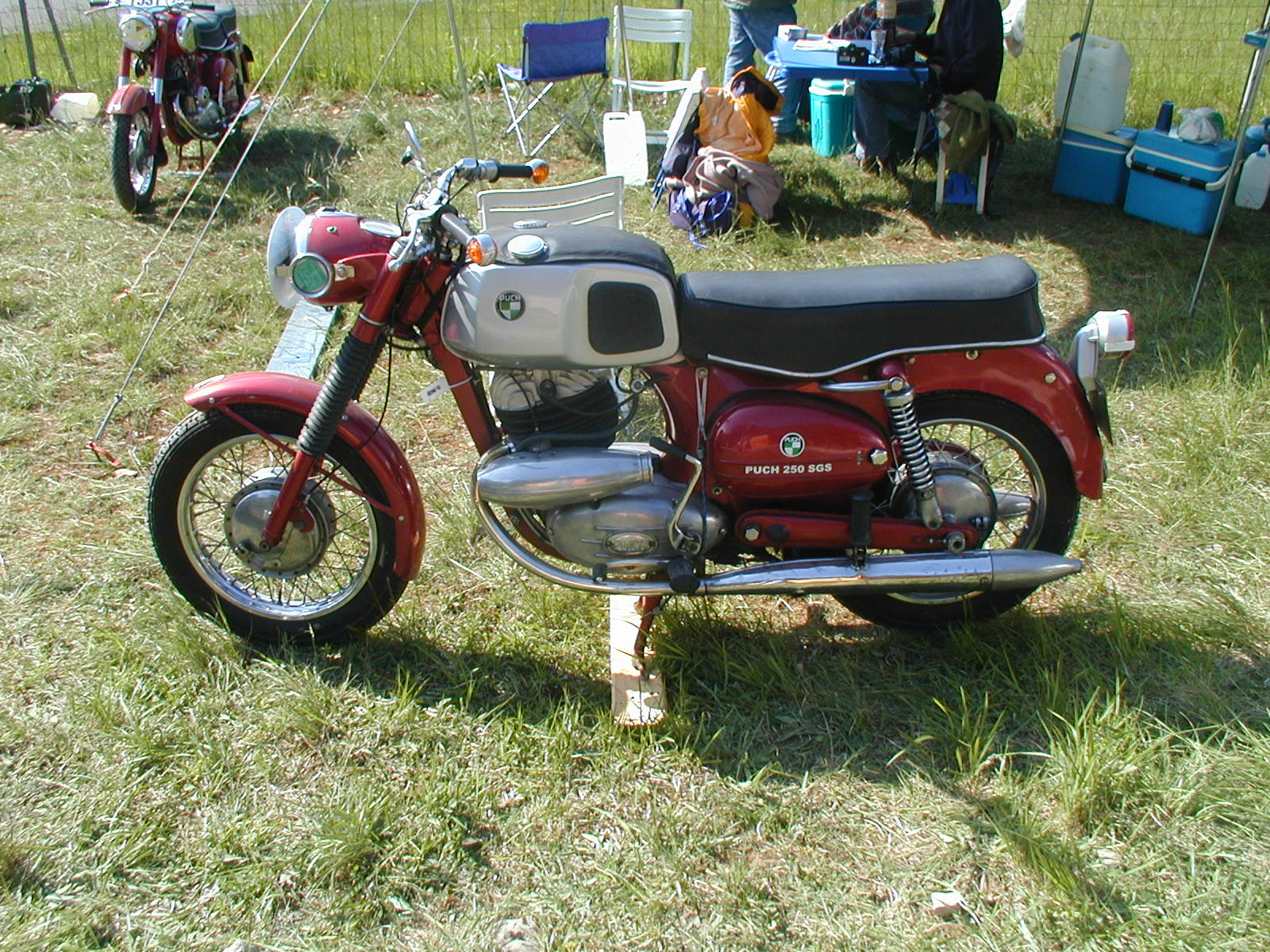
Motocicleta Puch 250 SGS ("Twingle" als EUA)

Puch és recordada als Estats Units per haver-hi exportat la 250 SGS, la primera i última split-single mai vista allà. Comercialitzada per Sears al seu catàleg com a "Twingle", la moto tenia un estil similar a una BMW dels anys cinquanta i seixanta. El disseny havia estat popular a l'Europa d'entreguerres perquè millorava l'escapament i, per tant, el consum de combustible, una característica considerada menys important als EUA. Els nous models llançats després de la Segona Guerra Mundial van experimentar unes millores internes que en milloraven la lubrificació del pistó, reduint el desgast de la part més vulnerable del motor, alhora que un sistema primerenc de bombament de la mescla d'oli i benzina, juntament amb l'encesa de doble bugia, milloraven la fiabilitat de la moto. Tot i l'herència del món de les curses i el potencial rendiment del motor split-single, amb una velocitat màxima al voltant dels 110 km/h, aquest particular model Puch es trobava en desavantatge enfront dels dos temps més evolucionats que arribaren a finals dels anys seixanta. Entre 1953 i 1970, es van produir un total de 38.584 motocicletes Puch 250 SGS.

### Escúters
A finals de la dècada del 1950 es van incrementar notablement les vendes dels escúters Puch de 125 cc, equipats amb un motor de dos temps monocilíndric de tres velocitats accionades des de l'empunyadura giratòria esquerra (com feia també la Vespa, entre d'altres). Aquestes motos van tenir reputació de gran fiabilitat i eren populars per als desplaçaments diaris, alhora que proporcionaven una bona protecció contra la intempèrie i facilitat d'ús. Considerant això, el seu rendiment moderat, amb una velocitat màxima d'uns 72 km/h, no era un inconvenient important. Els models posteriors tenien un motor de 150 cc i disposaven de canvi a pedal, encara de tres velocitats, amb un augment de potència d'un CV (6 CV enfront dels 5 CV de l'anterior).

### Ciclomotors
Puch va produir els ciclomotors Puch Maxi, Puch Newport i MK, populars des de finals dels anys setanta fins a començaments dels vuitanta. A Àustria i els Països Baixos, els ciclomotors Puch van tenir un paper important en la cultura popular dels anys seixanta. Els ciclomotors Puch varen ser molt populars a Suècia, i ho són encara actualment per més que l'empresa n'hagués aturat la producció el 1985.
Tret del Maxi i el Monza, tots els models de ciclomotor Puch duien noms d'estats americans. Alguns dels models més populars varen ser:
- VS50, de 50 cc amb canvi de 2 velocitats
- Dakota (VZ 50), de 50 cc refrigerat per ventilador amb canvi de 3 velocitats. Un dels més populars.
- Florida (MV 50), de 50 cc refrigerat per ventilador amb canvi de 3 velocitats
- Alabama (DS 50), de 50 cc refrigerat per ventilador amb canvi de 3 o 4 velocitats

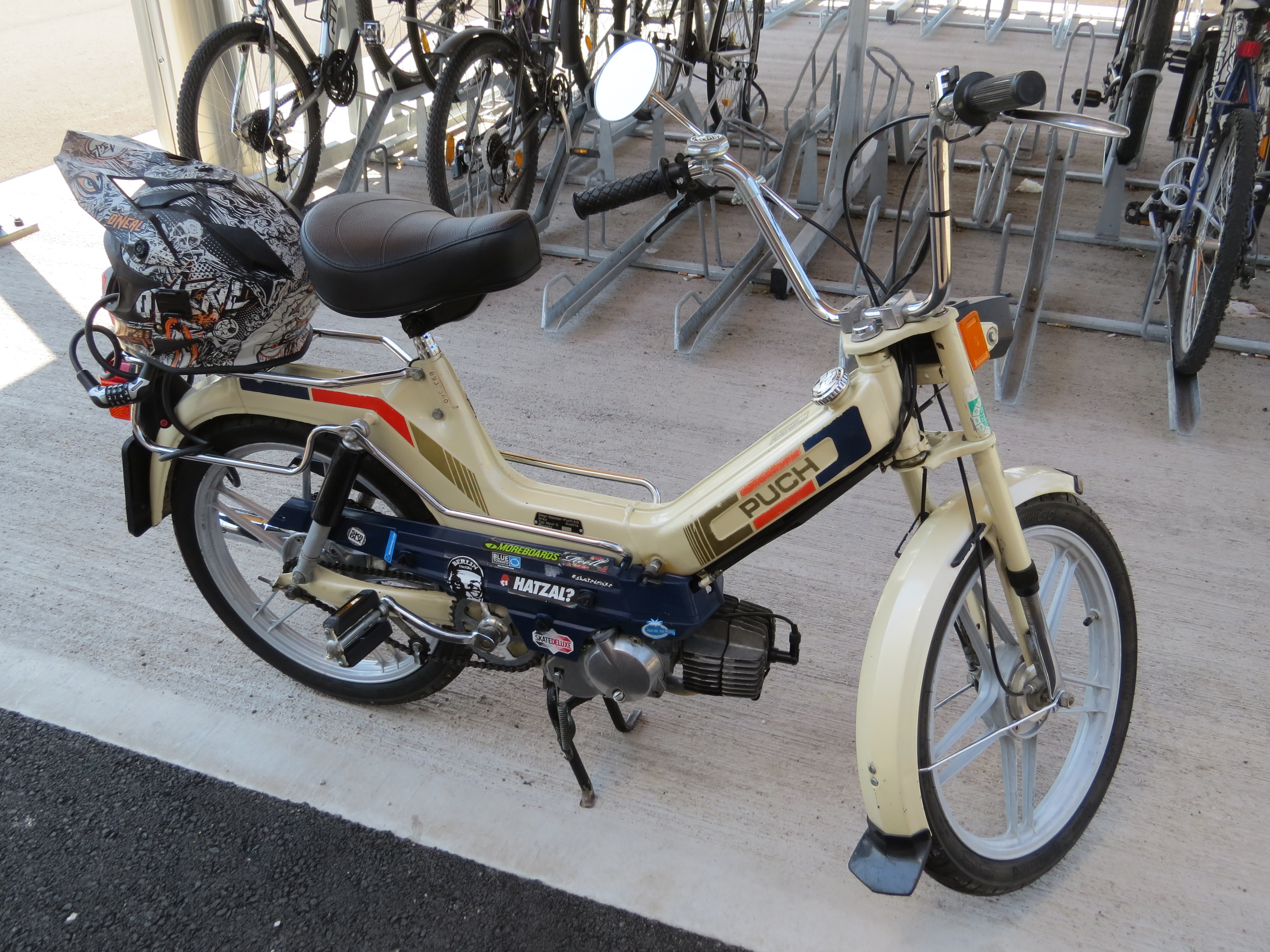
Ciclomotor Puch Maxi S

Els ciclomotors més antics sovint tenien un motor refrigerat per ventilador de 50 cc amb una caixa de canvis d'una o dues velocitats, i els ciclomotors més nous tenien motors de configuracions diverses (sempre de 50 cc), com ara:
- Refrigerat per ventilador, canvi de 3 velocitats (Dakota, Dakota 3000, Nevada)
- Refrigerat per ventilador, canvi de 4 velocitats (Mexico)
- Refrigerat per aire, canvi de 3 velocitats (Arizona, Monza M50, Montana, Monza 3C)
- Refrigerat per aire, canvi de 4 velocitats (Monza 4speed)

#### Puch Maxi
Juntament amb els models Magnum i Newport, el Maxi és un dels ciclomotors més coneguts de Puch. Com tota la resta, duia amb un motor monocilíndric de dos temps de 50 cc, el qual lliurava 2 CV de potència i tenia una velocitat màxima de 48 km/h.
S'engegava mitjançant els pedals, els quals es podien connectar i desconnectar del motor a voluntat, de manera que la moto es podia conduir també com si fos una bicicleta normal. Els models posteriors no duien pedals i, per tant, s'engegaven amb la típica palanca de peu.

### Puch Avello

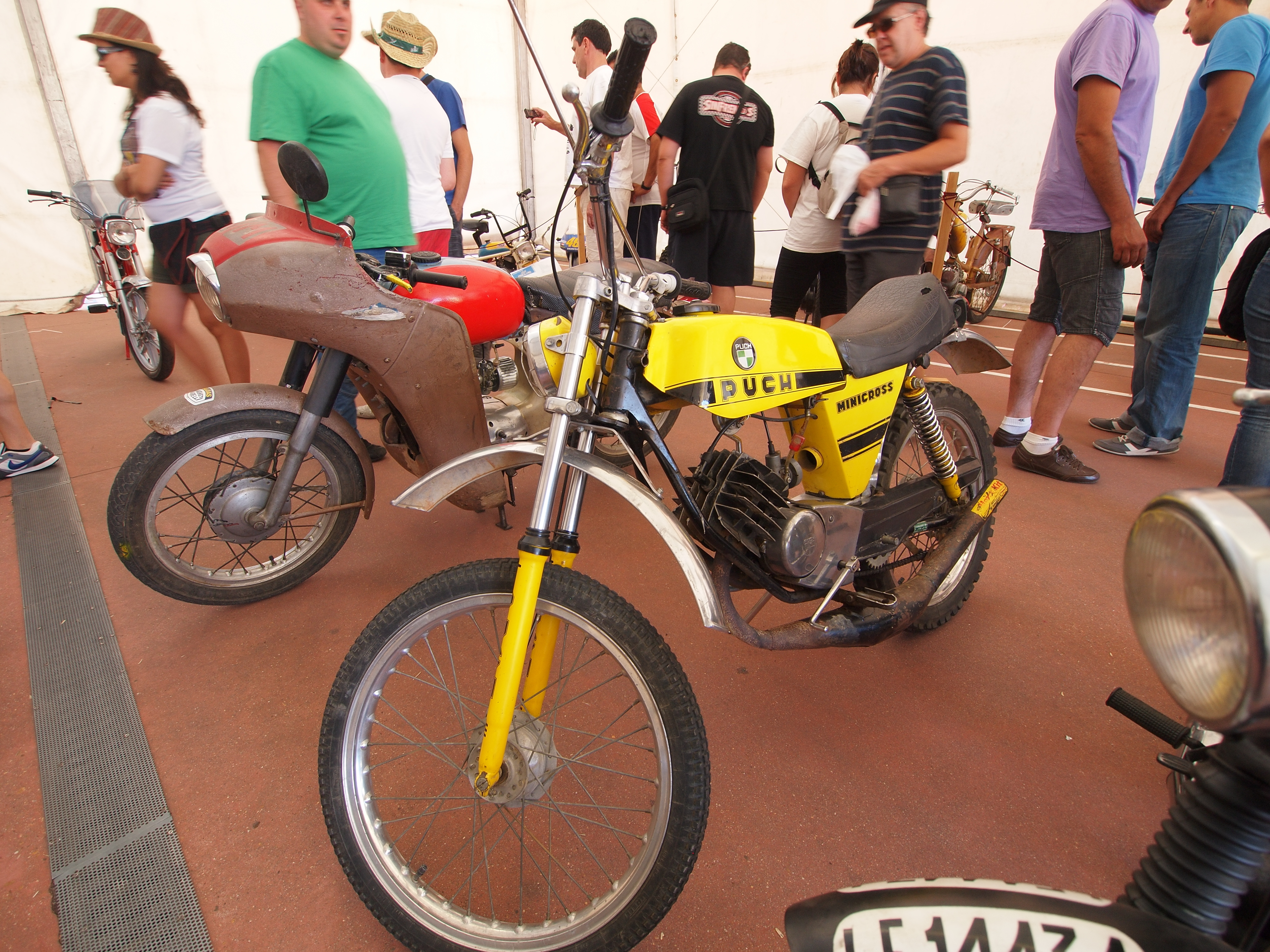
Una Puch Minicross dels volts de 1976, fabricada per Avello a Gijón

L'empresa associada Avelllo va fabricar sobretot ciclomotors, entre ells un de fora d'asfalt que va tenir molt d'èxit al mercat espanyol durant els setanta: la Puch Minicross (un dels primers models que es van produir a Astúries després de l'acord amb Puch). Llançada amb el nom de "Gym" i encara amb canvi de tres velocitats a l'empunyadura, el 1972 es rebatejà com a Minicross i se'n canvià el motor, ara ja amb quatre velocitats a pedal. La groga Minicross, amb rodes de trial i parafangs aixecats, anà evolucionant amb els anys però mantingué sempre el seu aspecte de moto de muntanya, en aquella època un segment del mercat amb molta sortida.
Un altre model que va fabricar Avello per al mercat espanyol fou la Puch Cobra, també de fora d'asfalt però amb cilindrada superior, 75 cc, i sis velocitats. Era un model destinat als joves entre 16 i 18 anys, ja que la normativa vigent a l'època a l'estat espanyol fixava en 75 cc la cilindrada màxima permesa per als posseïdors de l'A1 (el primer permís de conduir, accessible a partir dels 16 anys). El primer prototip de la Cobra es presentà al Saló de l'Automòbil de Barcelona de 1974 i es llançà finalment el 1976 sota el nom de Cobra MC 75. Duia un motor robust i fiable, apte per a l'enduro o per a l'ús com a vehicle utilitari. El seu acurat acabat i preu competitiu la convertiren en un èxit de vendes.
Amb un motor potent per a la seva cilindrada (entre els 10 CV de la MC 75 i els 16 CV de les versions de competició), nombrosos afeccionats començaren la seva carrera esportiva amb una Puch Cobra. Durant les dècades del 1970 i 1980, se celebraven Campionats d'Espanya de motocròs i d'enduro en la cilindrada de 75cc -més tard, 80cc- i la Cobra, convenientment preparada, era molt apropiada per a competir-hi contra les Derbi i Montesa oficials. Arran dels èxits amb la Puch de Manuel Coronil en motocròs i Jordi Monjonell en enduro, Avello en llançà versions de competició per a ambdues modalitats: la "Cobra Cross", la "Cobra Profesional", la "Réplica Coronil", etc.

### BMX
Puch va començar a fabricar bicicletes de BMX ja als anys setanta. En va llançar molts models diferents, entre ells el Challenger, Invader i Trak Pro. A mitjan anys 70, l'empresa va produir també un ciclomotor d'estil BMX de curta durada, el Maxi BMX Special, sense gaire èxit. El 1981, l'empresa va treballar conjuntament amb la companyia Speed Unlimited de Wayne (Nova Jersey) per a fabricar una línia de bicicletes de curses de BMX de gamma alta. Speed Unlimited també va fabricar bicicletes per a Hutch i la seva pròpia marca, Thruster. El model que van fer els americans per a Puch va ser el Trak Pro. El 1981, Puch va començar a patrocinar corredors de BMX als Estats Units. L'equipament verd, negre i blanc es va escampar per les pistes de BMX a tota l'Amèrica del Nord, especialment al nord-est. Hi ha una col·lecció de bicicletes Puch al BMX Museum de Portland (Oregon).

### Puch 500
El Puch 500 fou un cotxe del segment A que va produir Steyr-Daimler-Puch a Graz amb llicència de FIAT. Basat en el Fiat 500, es va fabricar des del 1957 fins al 1975.

## Competició

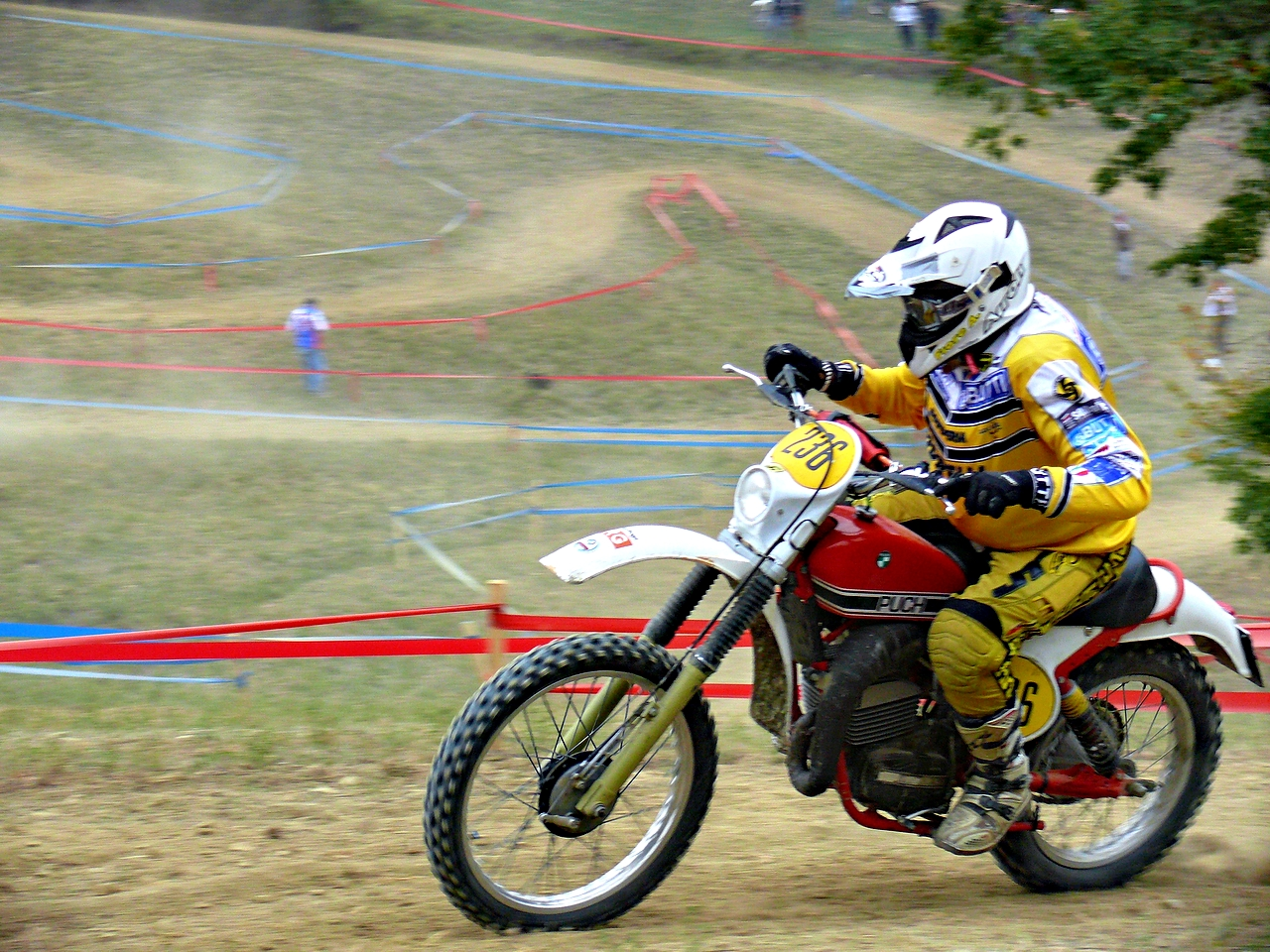
Una Puch Frigerio F2 175 dels volts de 1976, en un enduro "vintage" a Itàlia el 2017

Durant la dècada del 1970, Puch desenvolupà una intensa activitat en el món de la competició motociclista fora d'asfalt. Tant en la modalitat de l'enduro com en la del motocròs, la marca destacà per la qualitat dels seus productes i aconseguí diversos èxits internacionals.
Dins l'enduro, Puch s'especialitzà en les petites i mitjanes cilindrades (dels 50 als 175 cc) i entre el 1968 i el 1978, guanyà diversos Campionats d'Europa de 75, 125 i 175cc amb pilots com ara Rolf Witthöft, Osvaldo Scaburri i Walter Leitgeb. Molts altres pilots de nivell varen competir amb Puch en un moment o altre de la seva carrera, entre ells Alessandro Gritti, Giuseppe Signorelli, Jordi Monjonell i Pep Vila.
Pel que fa al motocròs, Puch hi va excel·lir en la cilindrada dels 250cc, especialment amb Harry Everts, qui guanyà per a la marca el títol mundial de 1975. Altres pilots de renom que varen competir en aquesta cilindrada amb la moto austríaca varen ser Uno Palm (1973), Heinz Kinigadner (1980-1981) i Joël Robert, qui posà fi a la seva carrera el 1976 dins l'equip oficial de Puch com a company d'Everts. Als 500cc, Puch també hi va obtenir bons resultats amb el seu pilot Herbert Schmitz (1974-1976). Finalment, la marca austríaca competí alguna temporada en la cilindrada petita, els 125cc (entre altres, amb Robert Greisch el 1979), tot i que en aquesta, els resultats no varen ser els esperats.
També durant la dècada del 1970, Puch va intentar introduir-se en la modalitat del trial i en va desenvolupar un prototip que van provar als Campionats d'Europa i del món, durant diverses temporades, els austríacs Walter Luft (1972-1974) i Franz Trummer (1975-1979). A Catalunya, Quico Payà pilotà el prototip durant el Campionat d'Espanya de 1979. L'experiència, però, no va reeixir i la Puch de trial fou discontinuada, sense haver-se arribat a produir mai en sèrie.